# Андрощук-Русиняк Олег Степанович
Оле́г Степа́нович Андрощу́к-Русиня́к (26 лютого 1970, смт Товсте, Тернопільська область — 9 квітня 2022, біля м. Попасна, Луганська область) — український військовослужбовець, старший солдат Збройних сил України, учасник російсько-української війни.

## Життєпис
Олег Андрощук-Русиняк народився 26 лютого 1970 року в смт Товстому, нині Товстенської громади Чортківського району Тернопільської области України.
Служив бойовим медиком 3-го механізованого взводу 4-ї механізованої роти 2-го механізованого батальйону військової частини А 0998.
Загинув 9 квітня 2022 року внаслідок бойового зіткнення та масового артилерійського обстрілу біля м. Попасна Луганської области.
Похований 14 квітня 2022 року в родинному селищі.
- Боденчук, Б. На Тернопільщині попрощалися з двома бійцями [Архівовано 14 квітня 2022 у Wayback Machine.] // Суспільне Новини. — 2022. — 14 квітня.
- Белякова, І. У Товстому прощаються з військовим медиком Олегом Андрощуком-Русиняком [Архівовано 14 травня 2022 у Wayback Machine.] // 20 хвилин. — 2022. — 14 квітня.
- Біля Попасної загинув бойовий медик з Чортківщини [Архівовано 22 квітня 2022 у Wayback Machine.] // Чортків.City. — 2022. — 12 квітня.

| Емблема Збройних сил України | Це незавершена стаття про військовослужбовця Сил оборони України. Ви можете допомогти проєкту, виправивши або дописавши її. |